# Overstone
Overstone is een civil parish in het bestuurlijke gebied Daventry, in het Engelse graafschap Northamptonshire met 741 inwoners.